# Square d'Estienne-d'Orves
Pour les articles homonymes, voir D'Estienne d'Orves.
Le square d'Estienne-d'Orves, anciennement square de la Trinité, est un square du 9e arrondissement de Paris.

## Situation et accès
Ce square est situé devant l'église de la Trinité sur la place d'Estienne-d'Orves, que celle-ci enjambe.
Ce square est accessible par une entrée sur cette même place, entre la rue Saint-Lazare et la rue de Châteaudun, en face de la rue de la Chaussée-d'Antin.
Il est desservi par la ligne 12 à la station Trinité - d'Estienne d'Orves.

## Origine du nom
Initialement baptisé square de la Trinité, il est renommé en 1945 en hommage à Honoré d'Estienne d'Orves (1901-1941), officier de marine, martyr de la Résistance.

## Historique

### Création
Le square a été ouvert par le décret du 19 décembre 1860, dans le cadre de l'érection de l'église de la Trinité et de l'aménagement des environs. Il prend sa dénomination actuelle le 2 mars 1864.
« Napoléon, etc., sur le rapport de notre ministre secrétaire d’État au département de l'Intérieur,
vu les délibérations du Conseil municipal de Paris, en date des 16 mars et 4 mai 1860 ;
le plan du périmètre et alignements projetés ;
les pièces de l'enquête ;
l'avis du sénateur, préfet de la Seine, et les autres pièces de l'affaire ;
les lois des 16 septembre 1807, 3 mai 1841 et l'ordonnance réglementaire du 23 août 1835 ;
notre Conseil d’État entendu, avons décrété et décrétons ce qui suit :
- Article 1 : sont déclarées d'utilité publique, dans la ville de Paris :
  - 1° - La construction, entre les rues Blanche et de Clichy, d'une église destinée à remplacer l'église provisoire dite de la Trinité ;
  - 2° - La formation des abords de cette église comprenant l'ouverture de quatre rues autour de l'édifice religieux ; la formation d'un square [le square d'Estienne-d'Orves] ;
 l'élargissement d'une partie de la rue Saint-Lazare ; 
l'établissement, au sud de ce square, d'un carrefour où viendraient aboutir et correspondre les rues Saint-Lazare, Blanche, de Clichy, de Londres, de la Chaussée-d'Antin, et le prolongement de la rue Ollivier. 
En conséquence, le sénateur, préfet de la Seine, agissant au nom de la ville de Paris, est autorisé à acquérir, soit à l'amiable, soit, s'il y a lieu, par voie d'expropriation, en vertu de la loi du 3 mai 1841, les immeubles dont l'occupation est nécessaire.

- Article 2 : toutefois, l'élargissement de la rue Saint-Lazare, au droit des immeubles portant les nos 97 à 113, sera exécuté par l'application des mesures ordinaires de voirie, conformément aux lois et règlements en vigueur.
- Article 3 : notre ministre, secrétaire d’État au département de l'Intérieur, est chargé de l'exécution du présent décret.

Fait au palais des Tuileries, le 19 décembre 1860. »

### Aménagement et suites
Il est ensuite aménagé en 1865 par l'architecte Alphand, nommé par Haussmann,.
À la place du jardin se trouvait à l'origine des guinguettes, sises dans le hameau des Porcherons, que fréquentaient les militaires de la caserne Saint-Lazare voisine. Dans le cadre des transformations de Paris sous le Second Empire, ces bâtiments sont démolis pour être remplacés par l'église de la Trinité de style néo-Renaissance, achevée en 1867. Le square situé devant reste cohérent avec l'esprit des lieux en étant organisé sur le thème du chiffre trois.
Partageant le même bassin, trois fontaines à triple vasques sont situées devant l'église. Chacune est surmontée d'une statue : La Foi, La Charité et L'Espérance, œuvres de Duret et Lequesne ; la statue centrale figure une femme accompagnée de trois enfants. L'eau s'écoule depuis des bouches en bronze. Un escalier en balustrade longe par les bords la partie arrière du bassin et permet de monter vers l'église,.
Plusieurs pelouses ponctuent le square, où sont plantés des camélias, des magnolias et des hortensias. Il compte une trentaine d'arbres, dont des aulnes à feuilles en cœur et un ptérocaryer du Caucase datant de 1862, de 26 mètres de hauteur et de 3,8 mètres de circonférence.
Le jardin abrite une stèle sur laquelle figure un médaillon représentant le résistant Honoré d'Estienne d'Orves, qui a donné son nom au square. Est aussi installé une plaque commémorative en hommage aux 25 victimes de l'incendie de l'hôtel Paris Opera, survenu à proximité, 76 rue de Provence, le 15 avril 2005.

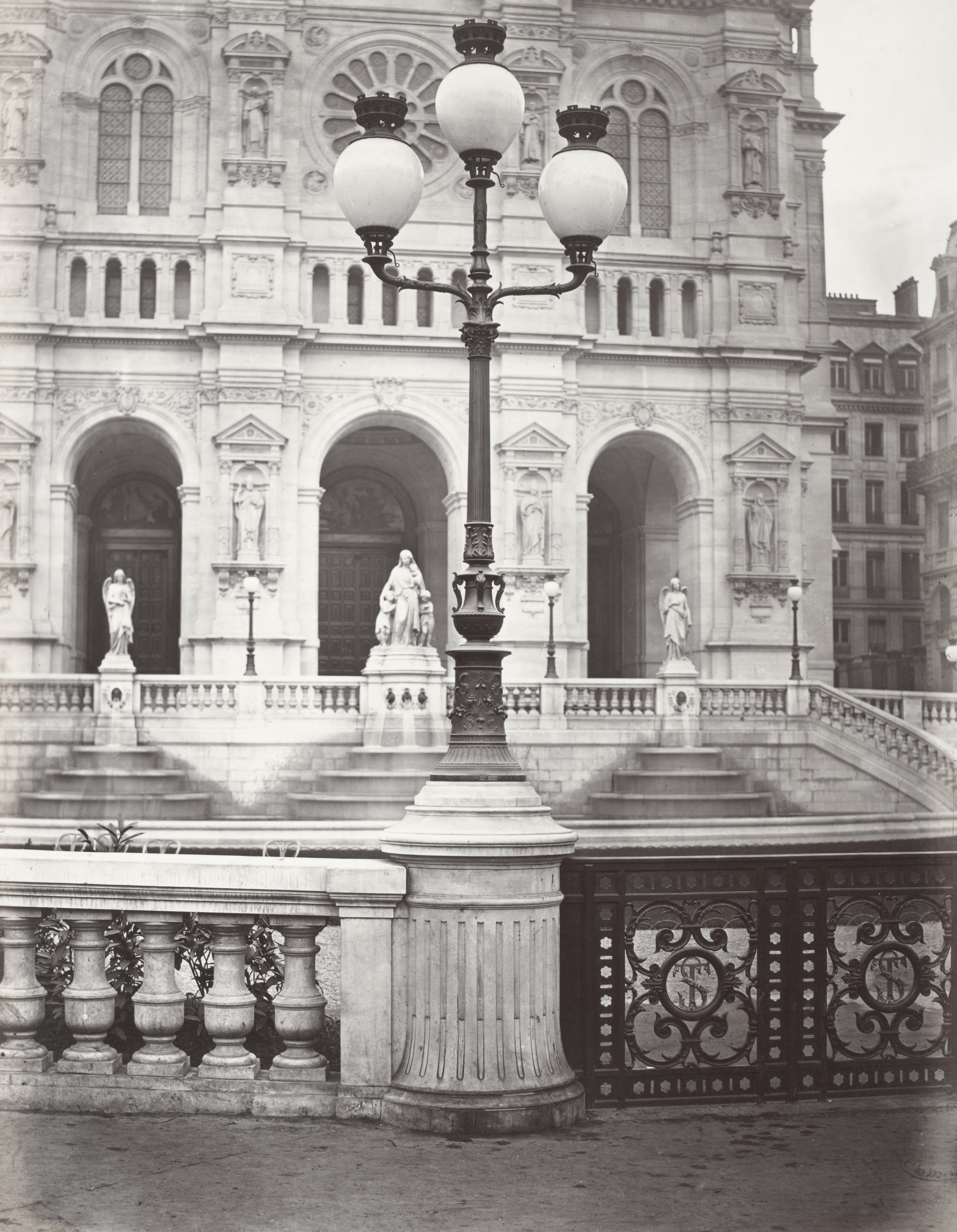
Photographie des fontaines par Charles Marville, 1878.
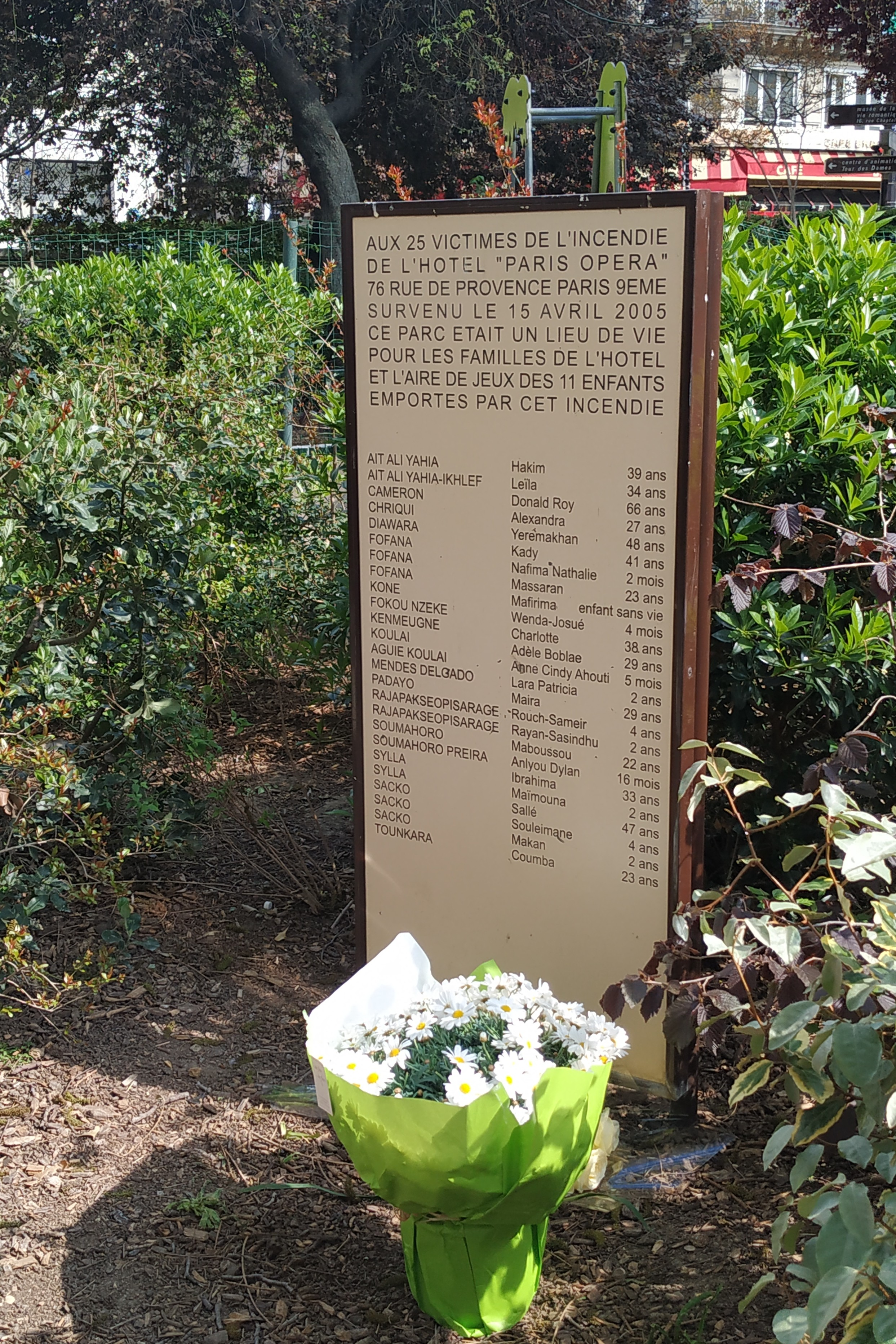
Plaque en hommage aux victimes de l'incendie.
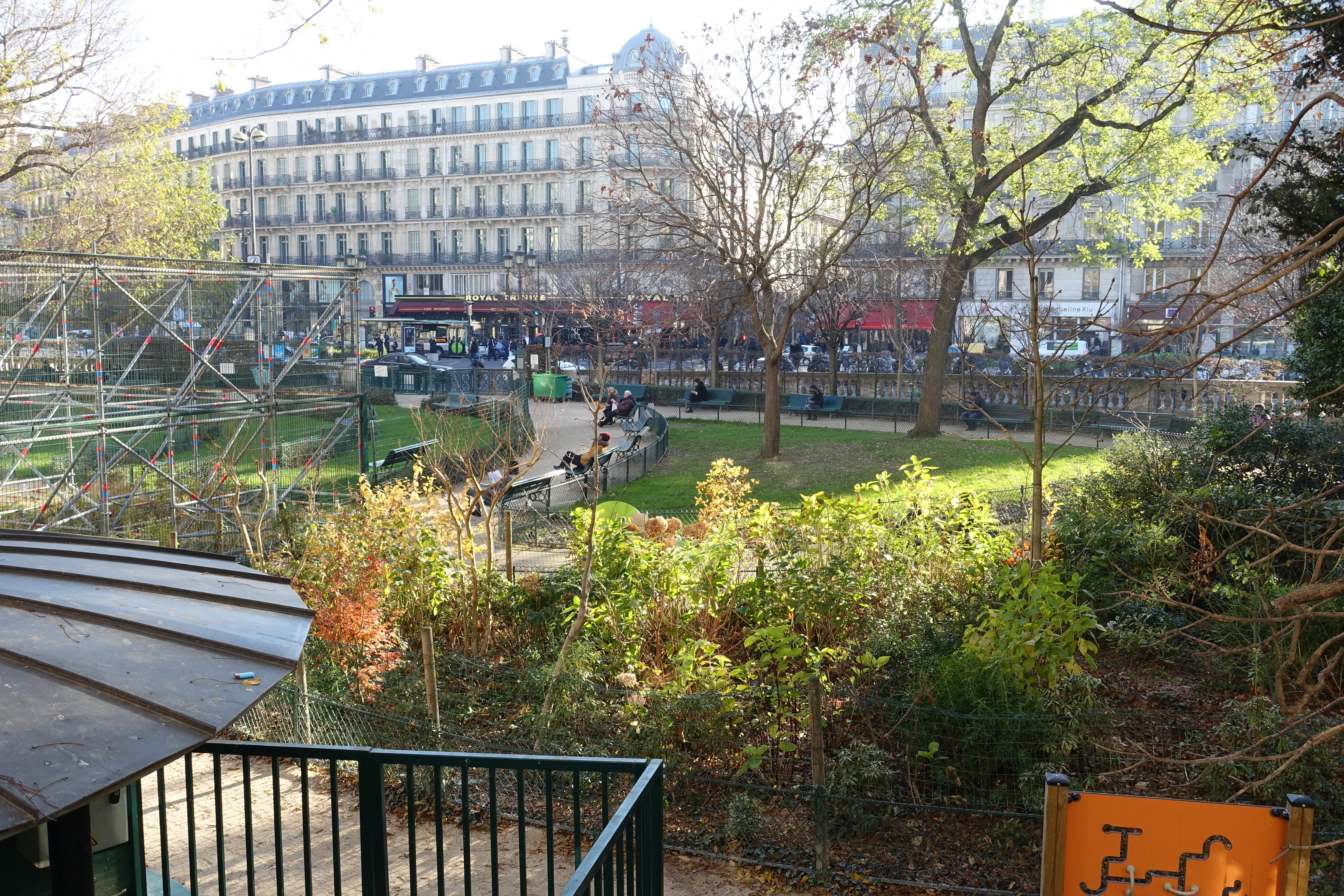
Photo du square après sa rénovation.
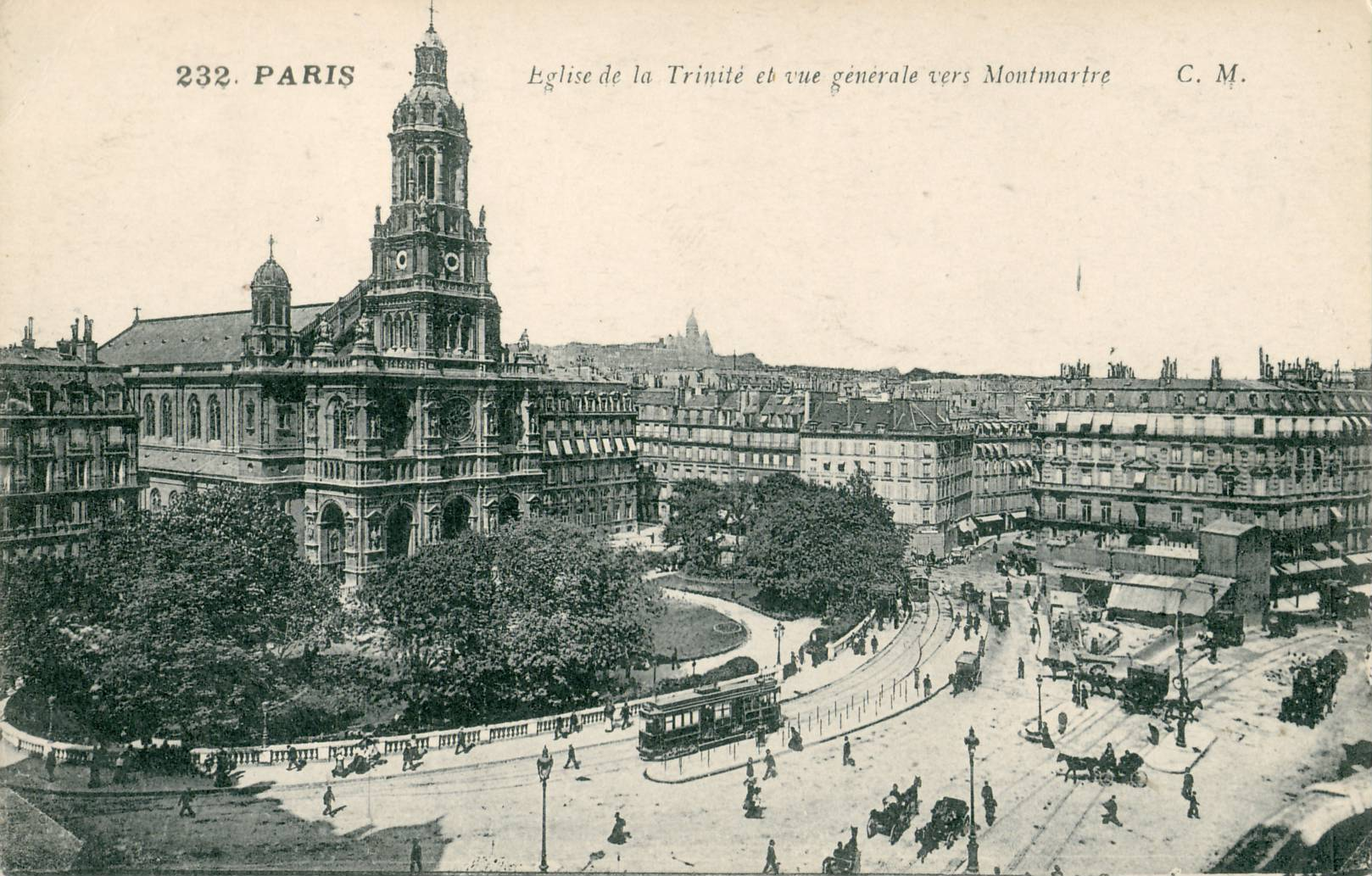
Carte postale, vers 1900, montrant le square.

Né dans le 9e arrondissement de Paris, le chanteur Johnny Hallyday jouait dans sa jeunesse de la guitare dans le square avec ses amis Jacques Dutronc et Eddy Mitchell,,.
Le square est classé au titre des monuments historiques, avec l'église de la Sainte-Trinité, le 8 janvier 2016.
Accessible aux personnes à mobilité réduite, il propose une toilette publique, le Wi-fi, un point d'eau potable et une aire de jeux. Il est interdit d'y fumer et d'y promener son chien. Il est fermé de nuit.

## Dans les arts
Le square a été représenté par plusieurs peintres.

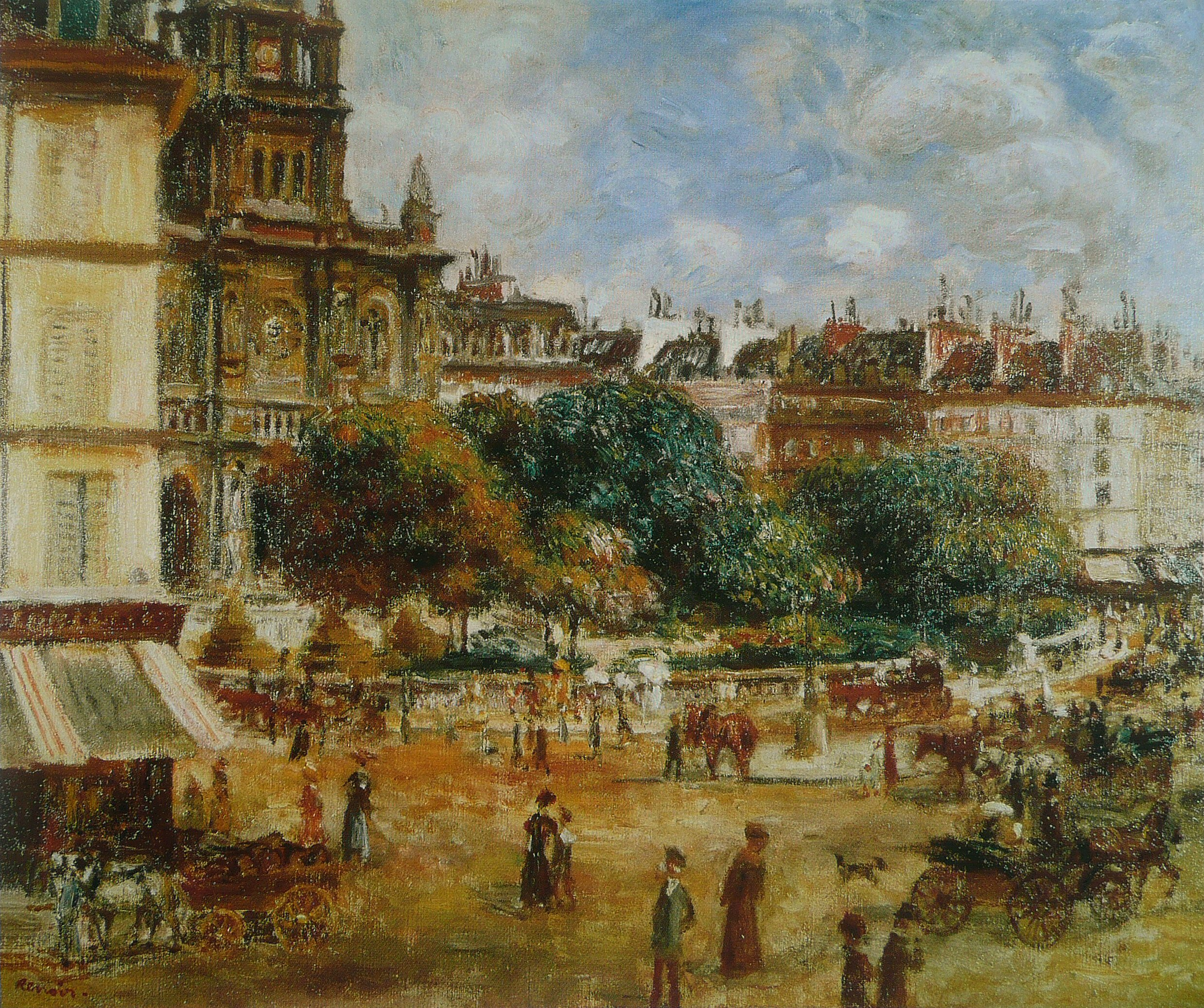
Auguste Renoir, 1875.
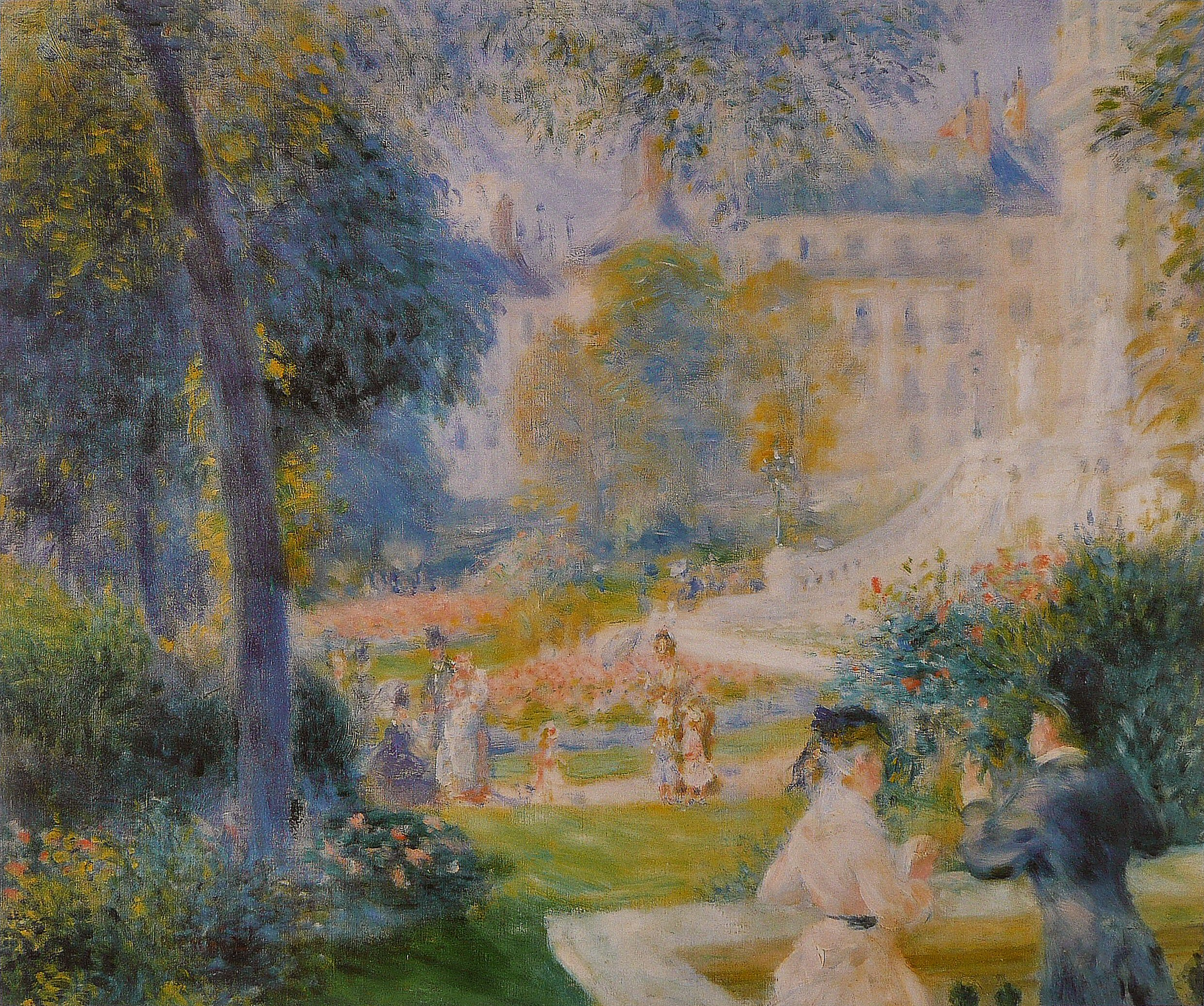
Auguste Renoir, 1875.
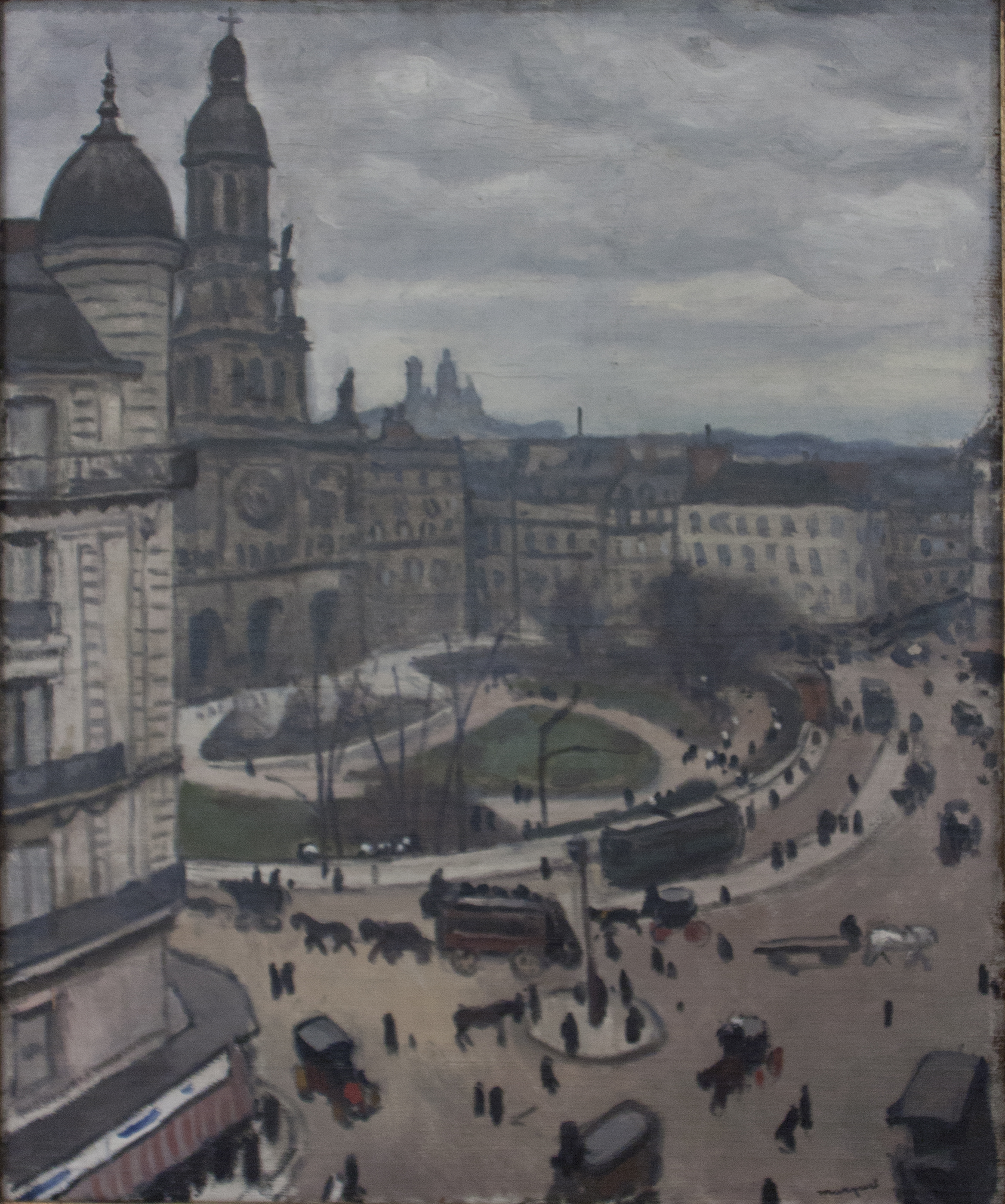
Albert Marquet, vers 1911.